# 邢典
邢典（？—？），字書城，浙江湖州府歸安縣南潯人，清朝詩人。與施国祁、杨凤苞合称“南浔三先生”，终身以授徒为业。
家贫，博學能文，工於詩，有詩云：“万户周遭见，千艘日夜通。”，终身不仕，以授徒为业。
撰有《书城杂著》。